# انبنگ
انبنگ (انگلیسی: Anbang) شرکت خدمات مالی چینی است، که در سال ۲۰۰۴ تأسیس شد.